# 取引

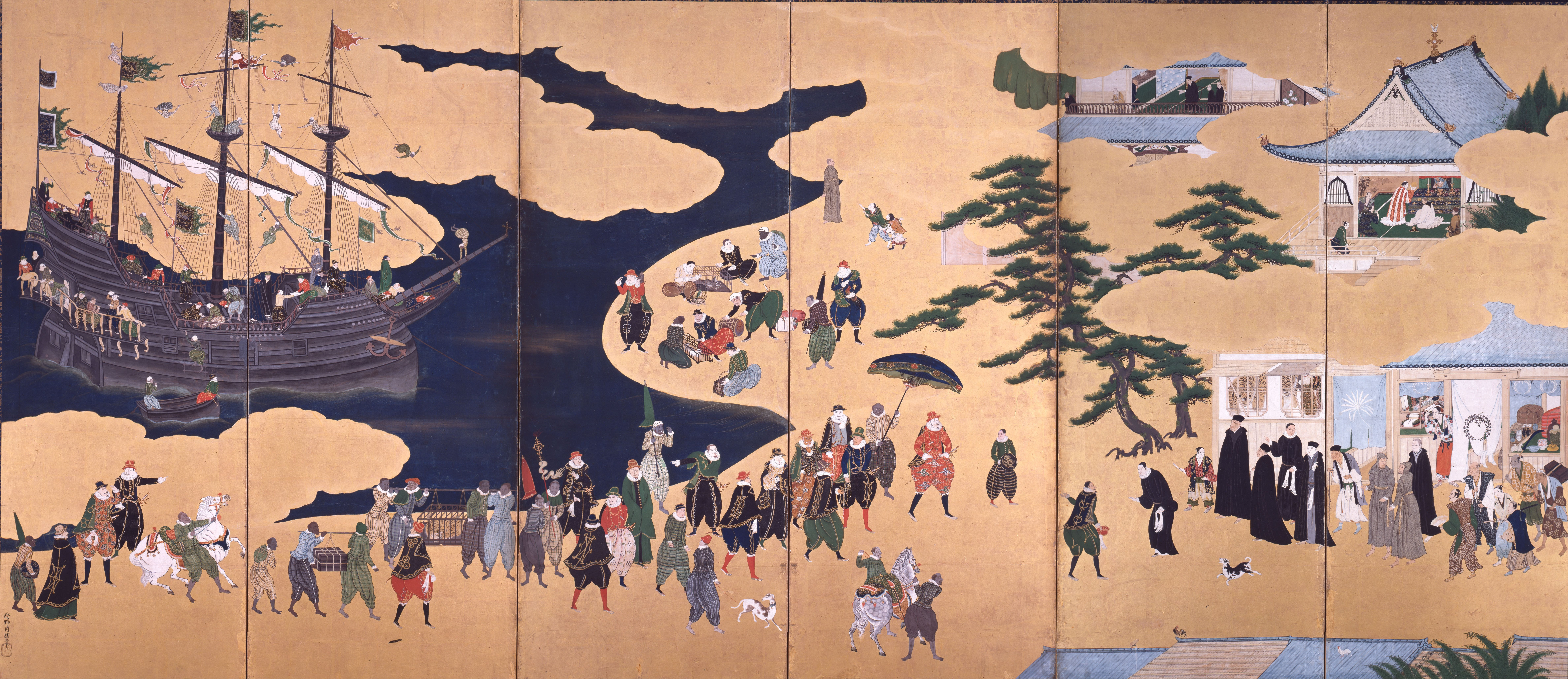
南蛮貿易（16-17世紀、狩野内膳画の南蛮屏風より）

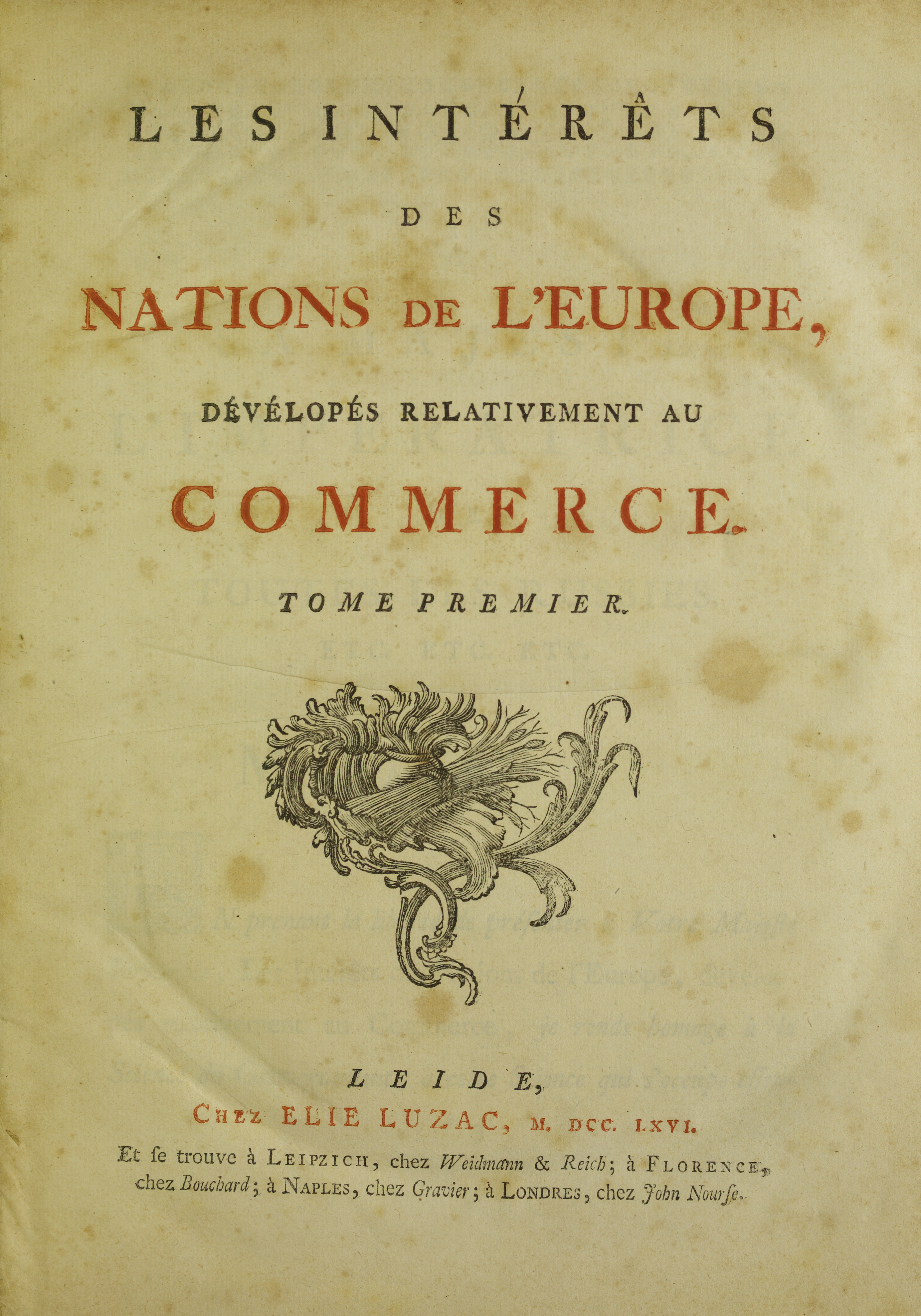
Intérêts des nations de l'Europe, dévélopés relativement au commerce, 1766

取引（とりひき、英: transaction）とは、契約や合意などのもとに、金品や事柄のやり取りを行うこと。

## 商業における取引
当事者間の契約を元に売買や役務の提供に対し金品のやり取りを行うこと。なお、取引の相手方を取引先（とりひきさき）という。近年では、情報通信の発展に伴い電子商取引も行われるようになった。なお、貨幣経済以前の取引形態については物々交換も参照。

### 取引の例
- 現物取引
- 先物取引
  - 金融先物取引
  - 商品先物取引
- 先渡取引
- 信用取引
- オプション取引
- インサイダー取引
- 排出量取引

## 会計における取引
会計における取引は、通常の商取引とは異なり、簿記における資産・負債・資本・費用・収益に増減を生じるような事柄を指して取引という。
例えば、ある物品を売買するという契約をした場合、契約をしただけでは会計における取引には該当せず、実際にその物品が届いて（資産の増加）、その代金を現金払い（資産の減少）または買掛金とする（負債の増加）段階で会計上の取引とする。
また、台風や水害などで建物や商品に被害を受けた場合は、通常の商取引では取引には当たらないが、会計上は資産の減少となることから取引に該当する。

## 社会的な取引
互いに有利な条件を出し合いながら交渉し、合意すること。

主なものとして司法取引などがある。

また、日本の警察では、搾取目的で、暴力や脅迫をもって児童や青少年に性的サービスや労働を強要することを人身取引と呼ぶ 。